# NGC 5369
NGC 5369 ist eine 13,4 mag helle Elliptische Galaxie vom Hubble-Typ E1 im Sternbild Jungfrau auf der Ekliptik. Sie ist schätzungsweise 134 Millionen Lichtjahre von der Milchstraße entfernt und hat einen Durchmesser von etwa 35.000 Lj.
Das Objekt wurde am 5. März 1785 von Wilhelm Herschel mit einem 18,7-Zoll-Spiegelteleskop entdeckt, der sie dabei mit „eF, vS“ beschrieb.